# Satoshi Urushihara

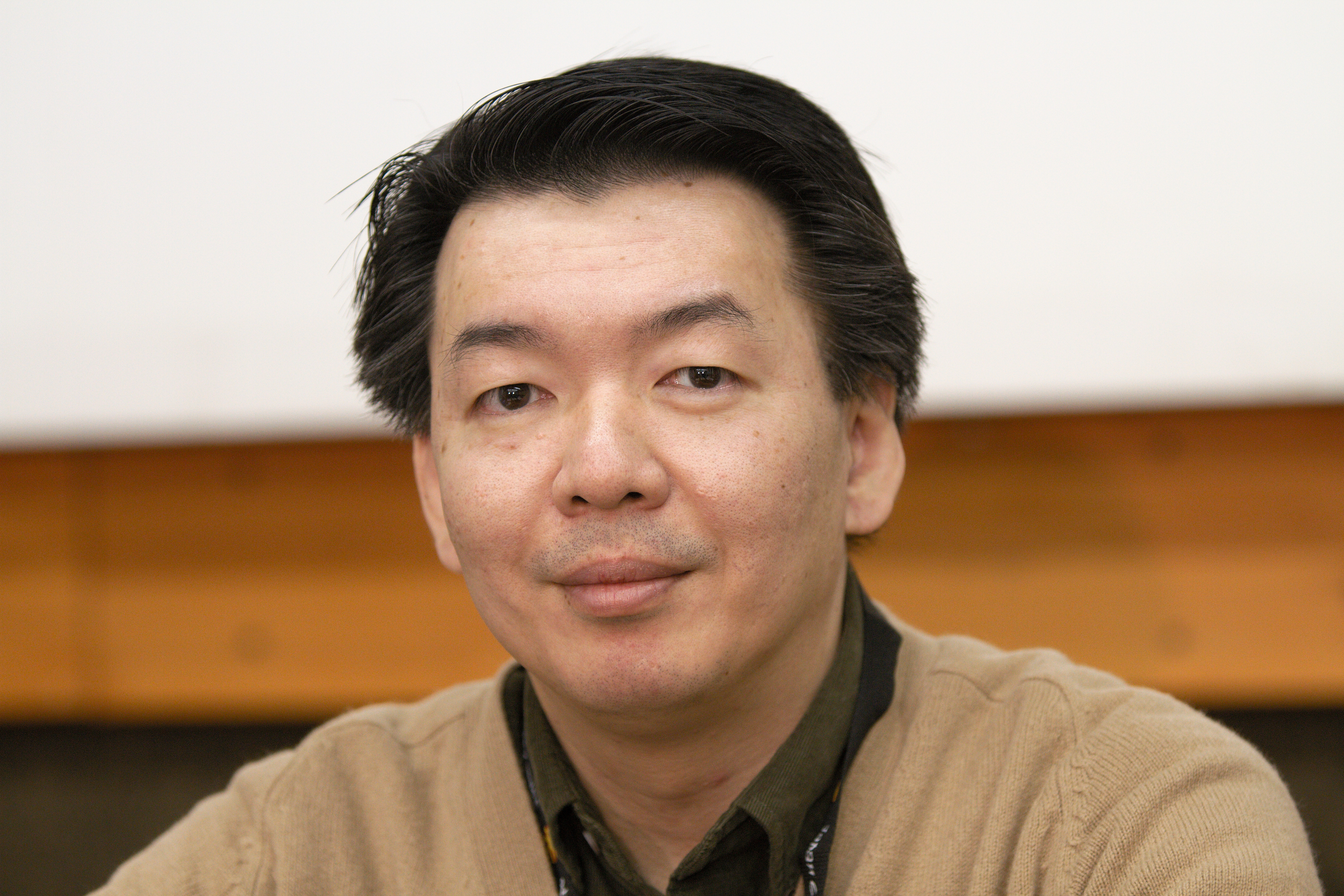
Satoshi Urushihara (2010)

Satoshi Urushihara (jap. うるし原 智志 bzw. eigentlich 漆原 智志 Urushihara Satoshi; * 9. Februar 1966 in der Präfektur Hiroshima) ist ein japanischer Mangaka, der wegen seines bevorzugten Themas von seinen Fans auch Herr oder Meister der Brüste genannt wird.

## Werdegang
Satoshi Urushihara begann 1984 nach seinem Schulabschluss bei dem Animationsstudio Toei als Animationszeichner. Er war zuständig für das Vorzeichnen sogenannter Cells einer japanisch-amerikanischen Koproduktion, unter anderem wirkte er an der Produktion für Transformers und G.I. Joe.
Er wurde freier Zeichner, um an Megazone 23 Part 2 mitarbeiten zu können, anschließend arbeitete er an weiteren Anime-Produktionen, wie zum Beispiel Record of Lodoss War und Crying Freeman. 1989 entwickelte er zusammen mit Kinji Yoshimoto den Anime Kyokkoku no Tsubasa Barukisasu, wo er für das Character Design und die Animationsleitung zuständig war. Ab 1990 zeichnete er im Manga-Magazin Comic Nora auch den Manga zum Anime, der auf Deutsch als Legend of Lemnear verlegt wurde. 1990 gründete er auch mit Yoshimoto und Katsushi Sakurabi das Studio Office Earthwork.
Mit Yoshimoto entwickelte er dann Plastic Little, dessen Manga 1993 ebenfalls im Magazin Comic Nora erschien und für dessen Anime er wiederum für Character Design Animationsleitung, aber auch die szenische Umsetzung verantwortlich war. An der Langrisser-Videospielserie hat er bis zur Abschlussausgabe V als Charakter-Designer mitgearbeitet. Neben Kinji Yoshimoto sind seine bekanntesten Kō Kawarajima und Yoshihiro Kimura.
Das japanische Hentai-Magazin Comic Tenma veröffentlicht auf dem Titelblatt nahezu jeder Ausgabe eine Zeichnung von Satoshi Urushihara.

## Werke / Mitarbeit

### Manga
- Legend of Lemnear (1991–1993)
- Plastic Little (1994)
- Chirality (1995–1997)
- Eidron Shadow (1999–2002)
- Vampire Master (2000, in Japan als Vampire Master Dark Crimson, Band 1[1] und 3[2] in Deutschland indiziert, daraufhin wurden Band 2 und 3 in der unzensierten Version unter dem Titel Dark Crimson veröffentlicht)
- Ragnarock City (2001)
- Ryoujoku (auch bekannt als Love Intermission)

### Artbooks
- Lady Innocent
- Plastic Little Story Boards
- Cell Works
- Venus Illustrations
- Langrisser Complete I-III
- Love Naked Dance
- Φ (PHI) (21. Jubiläum)
- Σ (SIGMA)
- U-Collections
- Front Innocent - Visual Works
- Reira
- Kan

### Anime und Zeichentrickserien
- Legend of Lemnear (1989, in Japan als Kyokkoku no Tsubasa Barukisasu)
- Plastic Little (1994)
- Frivole Unschuld (2005, Regie, in Japan als Front Innocent – Mō Hitotsu no Lady Innocent)
- Growlanser IV - Wayfarer of the Time (2005)

#### Mitarbeit
- G.I. Joe: A Real American Hero (1983–1986)[3]
- The Transformers (1984–1987)[4]
- Bomber Bikers of Shonan (1986, in Japan als Shônan bakusôzoku)
- Megazone 23 Part 2: Project Card (1986, in Japan als Megazôn 23 Part II: Himitsu kudasai)
- Transformers – Der Kampf um Cybertron (1986)[5]
- Bubblegum Crisis (1987)
- Akira (1988)
- Zeorymer - Project Hades (1988, in Japan als Meiou Kikaku Zeorymer)
- Gunbuster (1988, in Japan als Toppu o Nerae!)
- Crying Freeman 3: Shades of Death, Part 2 (1990)
- Karasu Tengu Kabuto (1990)
- Record of Lodoss War (1990)
- Crying Freeman 4: A Taste of Revenge (1991)
- Love Hina: Christmas Special (2000)
- The Familiar of Zero (2006, in Japan als Zero no tsukaima)
- Ghost Hunt (2006)
- Ikki Tousen: Dragon Destiny (2007)
- A Certain Magical Index (2008, in Japan als To aru majutsu no Indekkusu)
- Shigofumi: Letters from the Departed (2008)
- Queen’s Blade: Die Wanderkriegerinnen (2009, in Japan als Queen’s Blade: Rurou no Senshi)
- Queen’s Blade: Die Thronfolgerin (2009, in Japan als Queen’s Blade: Gyokuza o Tsugu Mono)
- Queen’s Blade: Beautiful Warriors (2010, Queen’s Blade: Utsukushiki Toushi-tachi)
- The World God Only Knows II (2011, in Japan als Kami nomi zo shiru sekai II)
- Freezing Vibration (2013)
- Momokyun Sword (2014)

### Spiele
- Langrisser (1991–1998)
- Cybernator (1992, in Japan als Assault Suits Valken)
- Next King: Koi no Sennen Oukoku (1997)
- Growlanser (1999–2011)

### Sonstiges
- Street Fighter II: Mad Revenger Vengeful Warriors (1992, Hörspiel-CD, Artwork)[6]
- Street Fighter II: Portrait of the Magician (1993, Hörspiel-CD, Artwork)[7]
- Satoshi Urushihara Posterbox (Limitiert auf 999 Stk.)